# Osmo Isaksson

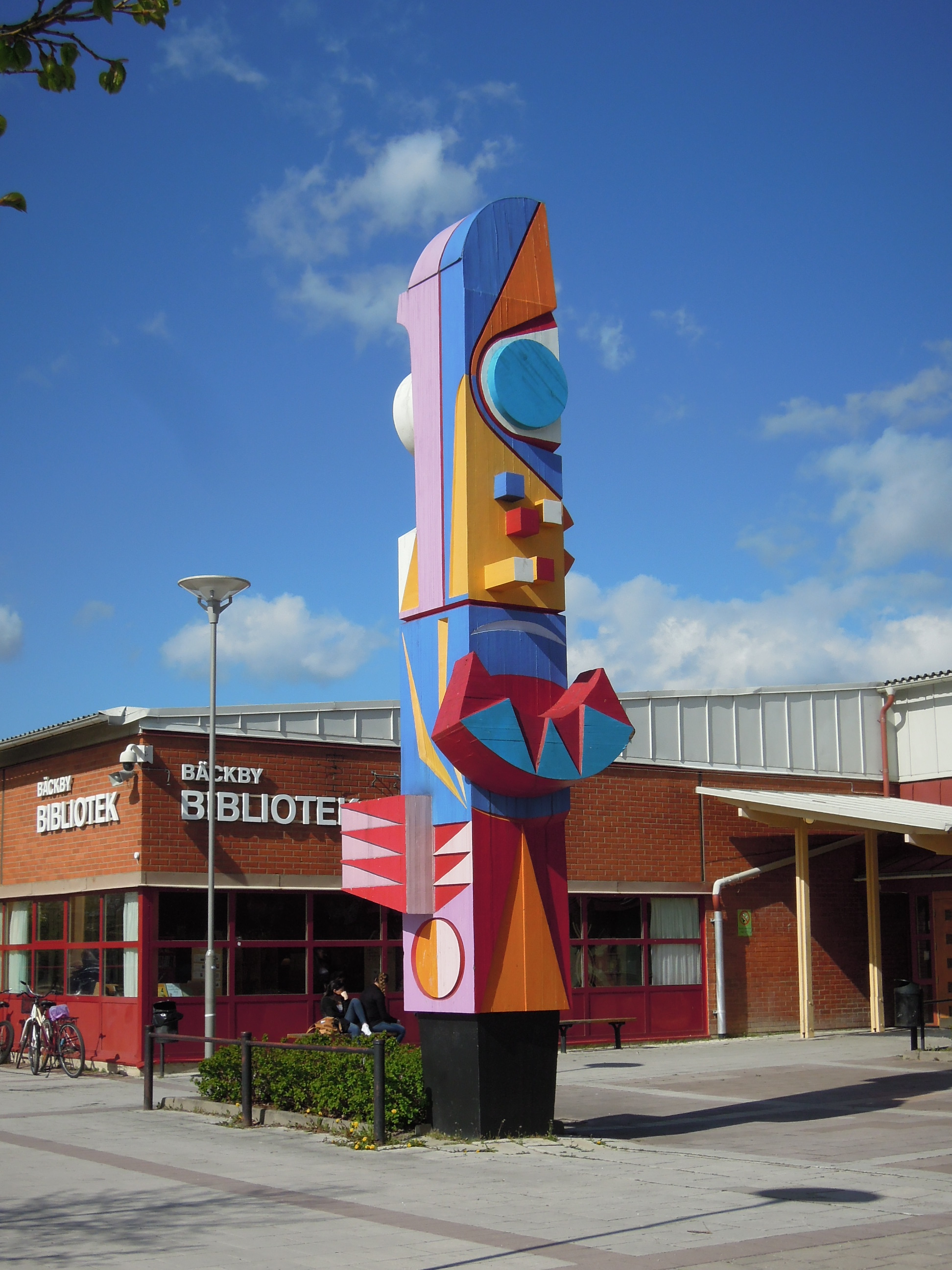
Totempåle i Bäckby centrum, Västerås

Osmo Victor Isaksson född 17 mars 1918 i Helsingfors, död 25 april 1997 i Västerås, var en finländsk-svensk målare, tecknare och grafiker.
Han var son till målaren Vicktor Isaksson och Oili Kettunen och från 1948 gift med Ingrid Lindström. Isaksson studerade vid Konstfackskolan i Helsingfors 1938–1941 och vid finska konstakademien 1944–1947 Han var sedan 1948 verksam som konstnär i Sverige. Separat ställde han ut på Östlings konsthall i Örebro 1949 och 1950 och han medverkade i utställningen Nordisk grafik på Liljevalchs konsthall och i Köpings konstförenings utställningar sedan 1954. Han deltog i en engelsk expedition tillsammans med forskare från British Museum till Uganda, Östafrika, samt med en svensk expedition till Afghanistan. Bland hans offentliga arbeten märks en utsmyckning som han utförde tillsammans med Nils Aron Berge i Surahammar kyrka samt en totempåle i Bäckby Centrum, Västerås samt en altartavla för Hotagens församling i Jämtland. Hans konst består av landskapsmålningar från Karelen och Lappland, figurmotiv, porträtt i olja, akvarell och träsnitt men under de sista åren målade han mest akvareller med djur och landskap från fjärran länder. Som illustratör illustrerade han bland annat Bo Setterlinds diktsamling Klockorna. Vid sidan av sitt eget skapande var han verksam som lärare vid  Helsingfors konstakademi och Västerås konstskola. Hans verk finns bland annat översatta till grafisk form, serigrafi, i samarbete med kollegan Jan Helge Jansson